# 이경규 김용만의 라인업
《이경규, 김용만의 라인업》은 2007년 9월 22일부터 2008년 5월 3일까지 방송되었던 예능 프로그램이다.

## 멤버
규라인
- 이경규 (주장)
- 김구라
- 붐
- 이윤석

용라인
- 김용만 (주장)
- 김경민
- 신정환
- 윤정수

전 멤버
- 솔비(권지안) - 개인적인 문제로 하차
- 이광채 - 네티즌투표에 의한 하차
- 이동엽 -〈서해안을 살리자!〉 편 이후로 하차
- 조원석 -〈서해안을 살리자!〉 편 이후로 하차

반 고정
- 고영욱 - 신정환의 친구로 거의 매회 출연하였다.

## 논란

### 멤버 탈락 논란
라인업의 원래 컨셉은 주기적으로 시청자들의 투표로 멤버가 한 명씩 교체되는 것이었다. 하지만 첫 번째로 이광채가 탈락되고 조원석으로 교체되었을 때 라인업 시청자 게시판에서는 많은 논쟁이 있었다. 결국 그 이후 멤버 탈락제는 없어지게 되었다.

### 김구라 욕설방송 논란
2007년 10월 13일 방송 분에서 김구라(김현동)가 선배 개그맨 김경민에게 "나이 쳐 먹고 뭐하는거야! 정신차려 이 X새끼야!"를 말한 것이 제대로 편집 되지 않은 상태에서 방송되어 많은 논란을 일으켰다. 결국 담당 PD는 1개월간 근신 후에 교체되었다.

### 태안 원유 유출 봉사 설정 의혹 논란
2007년 12월 15일부터 2주간 서해안을 살리자라는 특집으로 서해안 기름유출사고의 심각성을 알리고 국민들의 적극적인 관심과 봉사를 호소하는 방송을 내보냈다. 이 방송의 영향으로 서해안 피해지역에 많은 봉사자가 생기고 프로그램 측면에서도 시청률에 관해 효과가 있었다. 그러나 '카메라가 돌아갈때만 봉사를 하는 척하고 카메라가 꺼지면 담배를 피우는 여유를 보였으며 촬영스텝들은 도와주지는 못할망정 오히려 피해만 주고 되려 화를 냈다'라는 내용의 글이 인터넷을 통해 일파만파로 번지면서 비난을 면치 못했다. 이 사건으로 인해 붐은 흡연으로 민폐를 끼친 것에 대해서 공식적인 사과를 하였으나, 제작진은 인터넷에 떠도는 글은 조작된 것이라며 허위사실 유포에 대해 강력대처할 것이라고 밝혔다.

### 수사결과
경기도 부천시에 사는 어느 가정주부가 작성한 글이라고 밝힌 글의 작성자는 어느 중학생이 작성한 허위글이라는 것이 사실로 드러났다.

### 동물학대 사건
2008년 2월 16일 방송분 중 출연진에게 벌칙을 준다는 이유로 살아있는 햄스터와 이구아나, 미꾸라지 등을 출연진의 머리 위에 떨어뜨리는 장면이 해당 동물들을 학대했다는 이유 때문에 같은 달 21일 제작진이 한국동물보호연합으로부터 동물학대 혐의로 양천경찰서에 고발됐다.

## 기타
- 규라인 멤버 중의 하나였던 김구라는 해당 프로그램에 앞서 KBS 2TV 《1박 2일》초창기 멤버 물망에 올랐지만[12] <라인업> 등 많은 고정 프로그램에 출연 중이었던[13] 터라 고사하였다.

## 결방
2008년
- 3월 29일 : SBS 스포츠 2008년 프로야구 《KIA 타이거즈 VS 삼성 라이온즈》 중계방송으로 인한 결방.[14]
- 4월 12일 : 《 우주 생방송 》 편성으로 인한 결방.[15]
- 4월 19일 : 《우주인 이소연씨 귀환 방송》 편성으로 인한 결방.[16]

## 같이 보기
- 무한도전